# Hôtel Rwanda
Pour plus de détails, voir Fiche technique et Distribution.
Hôtel Rwanda (Hotel Rwanda) est un film historique américano-britanno-italo-sud-africain réalisé par Terry George, sorti en 2004.
Ce film évoque la biographie de Paul Rusesabagina, directeur de l'Hôtel des Mille Collines de Kigali, au Rwanda lors du génocide des Tutsi en 1994.
Il présente une distribution d'acteurs importants, parmi lesquels Don Cheadle, Nick Nolte et Jean Reno.

## Synopsis

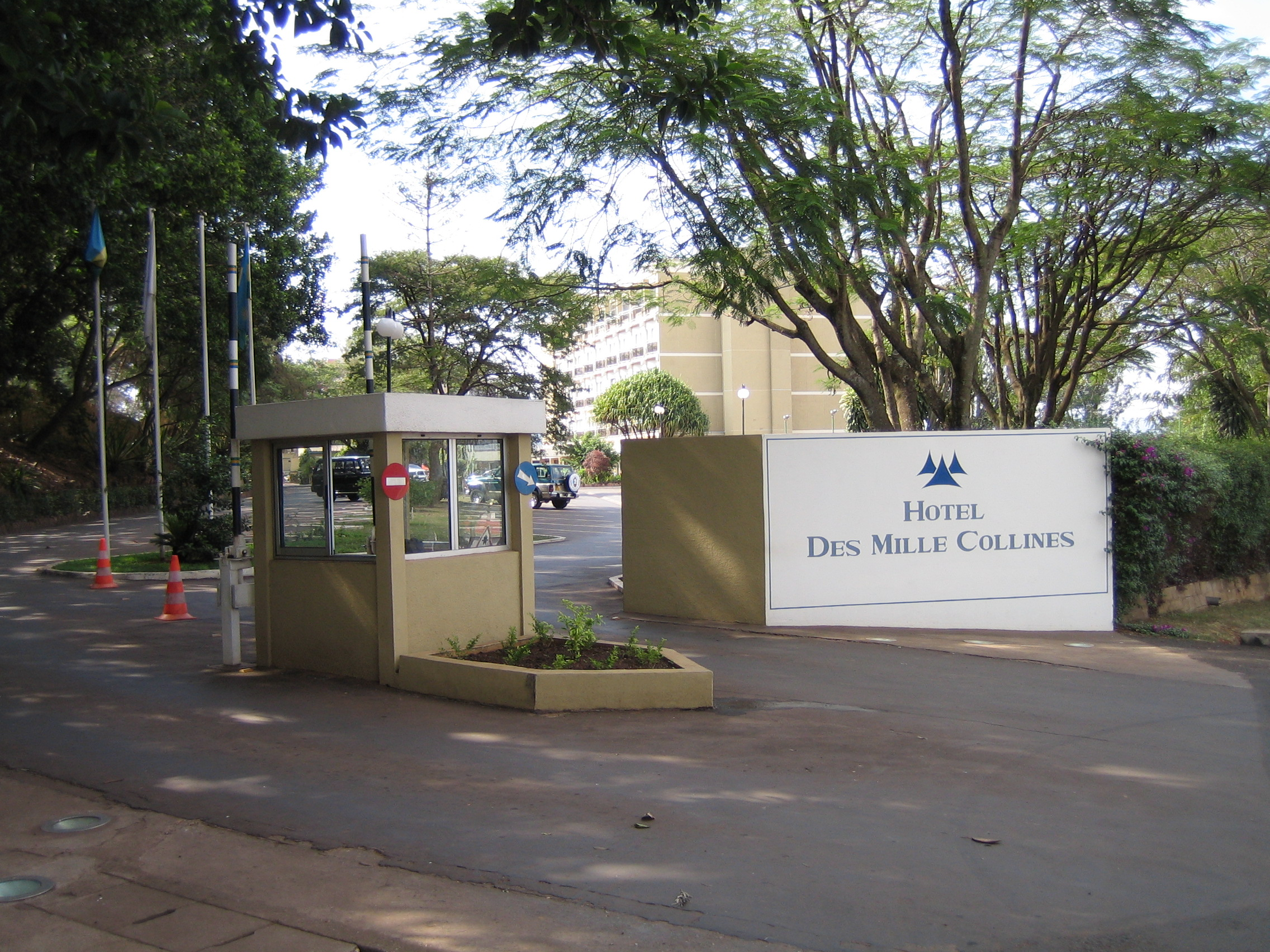
Hôtel des Mille Collines à Kigali (2006)

Le film retrace l'action de Paul Rusesabagina, un Hutu, gérant de l'hôtel quatre étoiles Les Mille Collines à Kigali, qui abrita et sauva 1 268 Rwandais tutsis et hutus modérés, dont sa propre famille, menacés par le génocide des Tutsi au Rwanda de 1994.
Le film a été tourné dans des décors reconstitués en Afrique du Sud et Rusesabagina en a supervisé le scénario.

## Fiche technique
- Titre original : Hotel Rwanda
- Titre français : Hôtel Rwanda
- Réalisation : Terry George
- Scénario : Terry George et Keir Pearson
- Musique : Rupert Gregson-Williams, Andrea Guerra, et le Afro Celt Sound System  avec Dorothée Munyaneza (additionnel : Lorne Balfe)
- Photographie : Robert Fraisse
- Production : 	Terry George
- Sociétés de production : Lions Gate Entertainment et United Artists
- Société de distribution : MGM Distribution Co.
- Budget : 33 000 000 $
- Langues originales : anglais et français
- Durée : 122 minutes
- Dates de sortie : 
  - Royaume-Uni : 11 septembre 2004
  - États-Unis : 22 décembre 2004
  - France : 30 mars 2005

## Distribution
- Don Cheadle (VF : Lucien Jean-Baptiste ; VQ : François L'Écuyer) : Paul Rusesabagina, gérant d'hôtel
- Sophie Okonedo (VF : Annie Milon ; VQ : Nathalie Coupal) : Tatiana Rusesabagina, l'épouse de Paul
- Nick Nolte (VF : Jacques Frantz ; VQ : Éric Gaudry) : Colonel Oliver, inspiré par le lieutenant-général Roméo Dallaire
- Fana Mokoena (VF : Said Amadis ; VQ : Guy Nadon) : Général Austin Bizimungu
- Cara Seymour (VF : Marie-Laure Dougnac ; VQ : Aline Pinsonneault) : Pat Archer
- Joaquin Phoenix (VF : Bruno Choël ; VQ : Daniel Picard) : le journaliste Jack Daglish
- David O'Hara (VF : Yves Beneyton ; VQ : Alain Zouvi) : le journaliste Dave Flemming
- Jean Reno (VF : lui-même ; VQ : Benoît Rousseau) : le président de Sabena Airlines, M. Tillens
- Desmond Dube (VF : Jacques Martial ; VQ : Tristan Harvey) : Dube
- Tony Kgoroge (en) : Grégoire
- Lebo Mashile : Odette
- Antonio David Lyons : Thomas Mirama
- Roberto Citran : le prêtre
- ? (VF : Med Hondo) : l'animateur de la radio RTLM (voix)

Sources et légende : version française (VF) sur Allodoublage. Version québécoise (VQ) sur Doublage Québec

## Contexte historique
Origine du conflit
« Avant le génocide, vivre entre hutus et tutsis était tout à fait possible. Je suis né dans une famille mixte. Des membres de ma famille étaient hutus, d'autres tutsis. Nous parlons tous la même langue... Ce sont surtout les colons qui ont tenté de nous diviser pour mieux régner. Les Allemands ont fait des Tutsis les dirigeants du Rwanda, suscitant la colère des Hutus. Puis les Belges sont arrivés et ont créé des cartes d'identité avec mention « Hutu » ou « Tutsi ». À l'indépendance, dans les années 1960, les Hutus ont pris le pouvoir et les Tutsis se sont enfuis à l'étranger et dans les années 1990 ils ont monté une rébellion pour revenir. » — Paul Rusesabagina
Le génocide

## Controverse
Ce film continue à faire face à plusieurs critiques. Francois Xavier Ngarambe, le président d'Ibuka-Rwanda, l'association rassemblant les autres associations représentants les survivants du génocide, a dit de Rusesabagina, "Son héroïsme est mensonger. Il fait du business avec le génocide. Il devrait être condamné". Un livre d'Alfred Ndahiro publié en 2008, intitulé Hotel Rwanda ou le Génocide des Tutsi vu par Hollywood présente en détail les positions des détracteurs. Les prises de position politiques de Paul Rusesabagina, qui a ouvertement mis en cause la légitimité du président Paul Kagamé en 2005, ne sont peut-être pas étrangères à ces critiques (ainsi, Alfred Ndahiro est également conseiller en communication et en relations publiques de la présidence rwandaise.)
Par ailleurs, ses détracteurs notent que le film contient des erreurs de dates, des événements oubliés, et des erreurs de contenus. Dans ses « repères historiques », le coup d'État de Juvénal Habyarimana en 1973 est passé sous silence. Le soutien militaire de la France à Habyarimana de 1990 à 1993 n'est pas explicite : on pourrait comprendre au travers du coup de fil de la Sabena à l'Élysée qu'il existe des liens entre les Français et certains Hutus génocidaires ou au pouvoir, bien que, dans le cadre du film, cela relève de la supposition. Les milices Interahamwe n'ont pas été créées par les Forces armées rwandaises, mais par le MRND parti du président Juvénal Habyarimana et ne veulent pas dire « ceux qui résistent encore », mais « ceux qui combattent ensemble ». La carte d'identité ethnique n'a pas été instituée en 1926 mais en 1931. Au moment du génocide, huit mois après et non pas un mois après, les accords d'Arusha n'étaient que partiellement appliqués et notamment le Premier ministre, Faustin Twagiramungu, et son gouvernement pressenti par ces accords, n'étaient toujours pas en place. « Les meurtres des Tutsi haut placés ont commencé le soir même ». Mais, dès les premières heures, des Tutsi du peuple ont été massacrés et pas seulement dans la capitale, également dans la région de Gisenyi dans le Nord-Ouest notamment. L'opération Turquoise date du 22 juin 1994 et non pas du 22 mai 1994.
Le 31 août 2020, Paul Rusesabagina est arrêté pour terrorisme par la police rwandaise.

## Musique
- Million Voices - par Wyclef Jean